# Революция 1848—1849 годов в Австрийской империи
Революция 1848—1849 годов в Австрийской империи — буржуазно-демократическая революция в Австрийской империи, одна из европейских революций 1848—1849 гг. Задачами революции было установление гражданских прав и свобод, ликвидация феодальных пережитков. Помимо глубокого кризиса политической системы поводом к революции послужили межэтнические противоречия в многонациональном государстве, стремление народов империи к культурно-политической автономии. Фактически революция, начавшаяся в Вене, вскоре распалась на несколько отдельных национальных революций в разных частях империи.

## Предпосылки
Австрийская империя к концу правления Меттерниха (1815—1846) оказалась в состоянии глубокого кризиса. Политическая система, основанная на консервации старых порядков, поддержании абсолютизма, централизации и всевластия бюрократии, уже не отвечала требованиям времени: в Австрии и Чехии бурно развивалась промышленность и банковская сфера, укреплялась национальная буржуазия, начался культурный подъём народов империи, сопровождавшийся ростом влияния интеллигенции и развитием национальных движений. Из 36 миллионов граждан империи австрийцы составляли меньшинство (немногим более 20 %), тогда как остальные народы — венгры, чехи, итальянцы, поляки, хорваты, словаки — находились на подчинённом положении, не имели национальных автономий и подвергались политике германизации. Более половины населения составляли славяне (чехи, словаки, поляки, хорваты, сербы, русины). Венгров насчитывалось около 5 млн и примерно столько же итальянцев и валахов.
В 1840-х годах усилились национальные движения народов империи, главными целями которых стали признание национального языка и предоставление культурно-политической автономии. Особенно широкий размах эти движения приобрели в Ломбардо-Венецианском королевстве (деятельность группы «Молодая Италия» Джузеппе Мадзини), Чехии (движение за национальное возрождение и восстановление прав чешского сейма во главе с Франтишком Палацким), и Венгрии («движение за реформы» Иштвана Сеченьи и Ференца Деака).
В 1846 году в Австрии разразился экономический кризис: множество предприятий обанкротилось, резко выросла безработица и упала платёжеспособность населения, в некоторых крестьянских регионах начался голод. Правительство осталось пассивным и не предпринимало энергичных мер для выхода из кризиса. 21 февраля 1846 году в Кракове, бывшем в то время независимой республикой, вспыхнуло восстание в поддержку восстановления Польши и с лозунгами радикальных антифеодальных реформ. Практически одновременно началось восстание крестьян в Галиции, вылившееся в жестокую «Галицийскую резню». Правительству удалось использовать украинских крестьян для подавления Краковского восстания, и вскоре Краков был присоединён к Австрийской империи. В то же время в Италии по инициативе папы Пия IX начались либеральные реформы, в Тоскане и Папской области была введена свобода печати, что способствовало новому подъёму итальянского национального движения, в том числе и в австрийских владениях, с требованием объединения Италии. В сентябре 1847 года начинаются стычки между итальянскими демонстрантами и австрийской полицией в Ломбардии, которые быстро приобрели кровавый характер и 24 февраля в Ломбардо-Венецианском королевстве было введено военное положение.

## Начало революции

### Венское восстание 13—15 марта 1848 г.
В феврале 1848 году началась революция во Франции, в Бадене, Гессен-Дармштадте и Вюртемберге к власти пришли либеральные правительства, в королевстве Обеих Сицилий установлена конституционная монархия. 3 марта члены ландтага Нижней Австрии выступили с предложением отмены крестьянских повинностей и расширения прав и полномочий ландтагов. Спустя неделю они подготовили меморандум императору с программой буржуазно-демократических реформ. Одновременно на улицы австрийских городов вышли студенты, требовавшие свободы печати, гражданского равенства и всеобщего народного представительства. В венгерском государственном собрании после выступления Лайоша Кошута началась подготовка широких социально-политических реформ. 13 марта в Вене открылись заседания ландтага Нижней Австрии, а перед его зданием, на площади Херренгассе, собралась многочисленная толпа, требующая проведения демократических реформ и отставки Меттерниха. Была зачитана речь Кошута на Пожоньском сейме, вызвавшая бурное одобрение и появление призывов к свержению правительства и созданию национальной гвардии. Комендант столицы эрцгерцог Альбрехт ввёл на улицы города войска и устроил бойню на Херренгассе, вызвавшую взрыв возмущения и новый подъём восстания: жители Вены начали громить арсеналы, правительственные учреждения, предприятия, строить баррикады. Император Фердинанд I был вынужден пойти на уступки: Меттерних был отправлен в отставку и объявлено о создании комитета для выработки проектов реформ. 14 марта была отменена цензура, учреждена национальная гвардия и Академический легион студентов. 15 марта, под давлением восставших, осадивших императорский дворец, Фердинанд I провозгласил созыв конституционного собрания для принятия конституции. Это означало победу революции в Австрии.

### Развитие революции весной 1848 г.
Революция в Вене оказала значительное влияние на события в других частях империи. 15 марта в Пеште в результате выступлений народа власть перешла в руки революционного органа — Комитета общественной безопасности. Император согласился на создание в Венгрии правительства, ответственного перед парламентом. 11 марта вспыхнуло восстание в Милане под лозунгом «Долой Австрию!», которое быстро распространилось на Венецию и другие провинциальные города. После пятидневных боёв австрийская армия Йозефа Радецкого оставила Ломбардию. Австрийские войска также были изгнаны восставшими из Пармы и Модены. В Венеции была провозглашена республика, а Сардинское королевство объявило войну Австрийской империи. В этих условиях австрийские власти пошли на значительные уступки революционному движению. 17 марта было создано новое правительство Франца-Антона Коловрата, ответственное перед парламентом, которое начало проводить либеральные реформы: были упразднены придворные ведомства и Государственный совет, объявлена политическая амнистия, смещены реакционные министры и советники императора, функции управления Веной переданы Временному комитету, состоявшему из представителей либеральной интеллигенции и дворянства.
Тем не менее реакционеры во главе с эрцгерцогиней Софией продолжали оказывать влияние на императора. В апреле 1848 года по их инициативе были опубликованы Временные правила печати, которые восстановили цензуру. Однако под давлением студенческих выступлений министр внутренних дел Пиллерсдорф приостановил действие этих правил. Тем временем революция распространялась и на другие австрийские города: в Линце, Граце, Инсбруке вспыхивали восстания, создавались местные национальные гвардии. Но в целом движение вне Вены отличалось слабостью и неорганизованностью и было быстро подавлено.
25 апреля был опубликован проект Конституции, разработанный комитетом под руководством Пиллерсдорфа: Австрия объявлялась конституционной монархией (без Венгрии и владений в Италии), признавалась свобода совести, печати, собраний, петиций, союзов, равенство граждан, создавался двухпалатный рейхстаг (нижняя палата избирается народом, верхняя — частично назначается императором из принцев Габсбургского дома, частично избирается крупной аристократией), законодательная власть оставалась за императором и рейхстагом, причём законы должны были вступать в силу лишь после утверждения обеими палатами и императором. Проект конституции был встречен с неудовлетворением радикальной частью революционеров. Студенты и национальная гвардия выступили с требованием избрания сената народом и всеобщих выборов в нижнюю палату. 5 мая правительство ушло в отставку, а новый кабинет возглавил Пиллерсдорф, который 11 мая опубликовал избирательный закон, вводящий двухстепенные выборы в палату представителей и отстранявший от участия в выборах рабочих и студентов. 14 мая было объявлено о роспуске центрального комитета национальной гвардии. Это вызвало новый всплеск революции: рабочие венских предместий вместе со студентами и радикальной интеллигенцией вновь вышли на улицы и начали возводить баррикады. Правительство было вынуждено 16 мая отменить решение о роспуске центрального комитета и пообещать пересмотра проекта конституции. Новая попытка правительства в конце мая 1848 г. поставить под свой контроль студенческие организации и ликвидировать Академический легион также провалилась: студенты обратились за помощью к рабочим предместий и, построив столице свыше 100 баррикад, одержали верх над отрядами национальной гвардии, перешедшей к тому времени на сторону умеренных. Власть в городе перешла к Комитету безопасности, в который вошли, в том числе, представители студенческих организаций и национальной гвардии. 1 июня был обнародован новый избирательный закон, в соответствии с которым парламент становился однопалатным, и избирательные права были предоставлены более широким слоям общества (хотя сохранена двухстепенная система выборов).
17 мая 1848 года под влиянием продолжающихся революционных выступлений в Вене император Фердинанд I переехал со своим двором в Инсбрук, который быстро превратился в центр контрреволюции, куда стекались все реакционные и консервативные силы страны. Император начал искать сближения со славянскими народами империи, желая противопоставить их австрийской и венгерской революции.

## Социальные и национальные движения в революции

### Социальные движения в Австрии летом 1848 г.
Майские события продемонстрировали раскол в революционном движении: часть либерального дворянства и интеллигенции, удовлетворившись конституционными преобразованиями, выступила против радикального студенчества и рабочих. Летом 1848 года противоречия между средними классами и рабочими ещё более обострились. Экономическая ситуация продолжала ухудшаться, резко выросла безработица и инфляция, малые и средние предприятия оказались на грани банкротства. Всё это способствовало дальнейшей радикализации рабочего движения, в котором на первое место вышли социальные требования повышения заработной платы, введения социального страхования, сокращения рабочего дня. Организация правительством общественных работ не смогла решить проблему занятости.
22 июля состоялось открытие рейхстага Австрии, избранного по новому избирательному закону. Победу на выборах одержали умеренные либералы, стремящиеся закрепить завоевания революции и остановить социальные волнения. По просьбе депутатов в Вену вернулся император, который сформировал умеренно-консервативное правительство барона Добльхофа. 1 сентября рейхстаг утвердил закон об отмене феодальных повинностей, причём повинности крестьян, вытекающие из их личной зависимости и права помещичьей юрисдикции упразднялись безвозмездно, а остальные (оброки, сервитуты, барщина) — за выкуп, уплачиваемый в равных долях крестьянами и государством. Этот закон был подписан императором 7 сентября и означал ликвидацию личной зависимости и феодальных повинностей крестьянства.
Одновременно правительство начало наступление на радикалов из рабочей среды. Для подавления выступлений пролетариата использовалась национальная гвардия, а Академический легион и Комитет безопасности заняли позицию нейтралитета. Уже 23 августа была расстреляна демонстрация рабочих в Леопольдштадте и разогнаны манифестации в венских предместьях.

### Пангерманистское движение
Большое влияние на развитие австрийской революции оказывали события в Германии, где была выдвинута идея объединения всех немецких земель в единое федеративное государство. Австрийские либералы с энтузиазмом восприняли идею объединения, однако славянские народы империи выступили резко против. В выборах в первый общегерманский парламент, который должен был разработать программу объединения, участвовали только те земли империи, которые входили в «Германский союз» (без Венгрии, Хорватии, Далмации, Галиции и итальянских владений). Славянские народы (чехи, словенцы) бойкотировали выборы. Парламент открылся 18 мая 1848 года во Франкфурте. Австрийские депутаты, поддержавшие в целом идею объединения Германии, настаивали на сохранении единства Австрийской империи. Однако непризнание Франкфуртского парламента немецкими государствами, волнения среди славянских народов против объединения Германии и отрицательная позиция Вены к программе объединения, предложенной немецкими либералами, сделали невозможным реализацию пангерманистской идеи и привели к падению влияния Франкфуртского парламента.

### Национальный вопрос и национальные движения
На революцию в Австрии значительное влияние имели революционные события в других частях империи. Фактически вся Австрийская империя оказалась охваченной революционным движением, которое распадается на несколько национальных революций: в Австрии, Венгрии, Италии, а также в Чехии, Словакии, Галиции, Трансильвании, Хорватии, Воеводине, Истрии и Далмации.

#### Революция в Италии
Полная статья: Революция 1848—1849 годов в Италии.
После победы восстаний в Милане и Венеции большая часть Ломбардо-Венецианского королевства была освобождена от австрийской власти и занята войсками Сардинского королевства. Однако к концу июня войска фельдмаршала Радецкого, получив новые подкрепления, вновь заняли материковую территорию Венеции, захватили Виченцу и Верону. Австрийские либералы не поддержали итальянскую революции и не препятствовали новым наборам войск и изъятию императором средств для финансирования итальянской компании. 25-27 июля 1848 года имперская армия наголову разбила сардинские войска в битве при Кустоцце и в августе вступила в Милан. Вскоре сардинская армия капитулировала и в Ломбардо-Венецианском королевстве (кроме города Венеция) была восстановлена власть Австрии. Таким образом, революция была подавлена.

#### Революция в Чехии
Полная статья: Революция 1848—1849 годов в Чехии.
В Чехии под влиянием революции в Вене была создана национальная гвардия, выдвинуты требования автономии Чехии в составе Австрийской империи и введения демократических свобод, организован особый Национальный комитет для подготовки реформ и созыва земского сейма. Император признал равноправие чешского и немецкого языков на территории Чехии. Франтишек Палацкий в ответ на идею объединения Германии выдвинули программу «австрославизма», суть которой заключалась в преобразовании империи в федерацию равноправных наций при сохранении единства государства. Выборы во Франкфуртский парламент в Чехии были бойкотированы. 24 мая в Праге открылся Славянский съезд представителей славянских народов империи с целью объединения национальных движений против пангерманской опасности. После майских событий в Вене по Чехии прокатилась волна забастовок и митингов рабочих. Вскоре был сформирован Временный правительственный комитет с участием Палацкого и Карла Браунера, который заявил о непризнании распоряжений венского правительства. В то же время к Праге были стянуты войска фельдмаршала Виндишгреца. 12 июня начался артиллерийский обстрел столицы, а 17 июня Прага капитулировала. В стране начались массовые аресты участников революции, были закрыты революционные организации и газеты. Революция в Чехии была подавлена

#### Революция в Венгрии
Полная статья: Революция 1848—1849 годов в Венгрии.
В Венгрии революция быстро победила и распространилась на всю страну. Были введены демократические свободы, сформировано первое венгерское национальное правительство Лайоша Баттяни, в марте 1848 года принята широкая программа реформ: ликвидирована личная зависимость крестьян и феодальные повинности с выкупом за счёт государства, введено всеобщее налогообложение, создан национальный парламент. Фердинанд I был вынужден признать все решения венгерского правительства. 2 июля Государственное собрание Венгрии приняло решение о создании собственной армии и отказало императору в предоставлении венгерских войск для войны в Италии.
В то же время пренебрежение лидеров революции национальным вопросом вызвало отход от поддержки революции невенгерскими национальностями. В сербских регионах было провозглашено создание автономной сербской Воеводины во главе с архиепископом Раячичем. Сербы пошли на союз с императором против венгров и развернули антивенгерское восстание (подробнее см: Революция 1848 года в Воеводине). В Хорватии баном был назначен Йосип Елачич, который развернул программу национального подъёма хорватов и восстановления Триединого королевства. Хорватское движение было поддержано императором и австрийским правительством, которые стремились использовать хорватов для подавления венгерской революции. 5 июня Хорватский Сабор заявил о выходе страны из состава Венгерского королевства и присоединении к Австрии. 31 августа Елачич объявил войну Венгрии и начал наступление на Пешт (подробнее см: Революция 1848 года в Хорватии).
Революция в Венгрии также вызвала сильное национальное движение в Словакии, главным требованиям которого стало признание словаков равноправной нацией. 17 сентября словацкий революционер Людовит Штур попытался поднять восстание с лозунгом отделения Словакии от Венгрии, но потерпел поражение, и в целом словацкое движение оставалось в русле венгерской революции (подробнее см: Революция 1848—1849 годов в Словакии). В Трансильвании решение об унии с Венгрией вызвало сильный межнациональный конфликт и вооружённые столкновения между венграми и румынами (подробнее см: Революция 1848 года в Трансильвании). В Далмации обострились итало-славянские противоречия: претензии Хорватии на объединение с Далмацией встретили решительный отпор со стороны итальянской буржуазии Далмации. В Боке Которской вспыхнуло сильное антифеодальное восстание крестьян (подробнее см: Революция 1848 года в Далмации и Истрии). В Словении также наблюдалось сильное национальное движение с лозунгом объединения всех земель, населённых словенцами в автономную провинцию. В связи с наличием значительного немецкого населения в словенских регионах резко проявился конфликт между пангерманистами и сторонниками австрославизма (подробнее см: Революция 1848 года в Словении).

## Октябрьское восстание в Вене
В сентябре 1848 года в Австрии революция пошла на спад, тогда как в Венгрии под влиянием угрозы со стороны армии Елачича начался новый подъём. В Пеште был сформирован Комитет обороны во главе с Лайошем Кошутом, который стал центральным органом революции. Венгерской армии удалось разбить хорватов и австрийские отряды. Победы венгров вызвали активизацию революционного движения в Вене. 3 октября был опубликован манифест императора о роспуске венгерского Государственного собрания, отмене всех его решений и назначении Елачича наместником Венгрии. На подавление венгерской революции было решено отправить часть венского гарнизона, что вызвало взрыв возмущения в Вене. 6 октября студенты венских учебных заведений разобрали железнодорожные рельсы, ведущие к столице, не дав возможность организовать отправку солдат в Венгрию. На восстановление порядка были посланы правительственные войска, которые были разбиты рабочими венских предместий. Австрийский военный министр Теодор фон Латур был повешен. Победоносные отряды рабочих и студентов направились к центру города, где развернулись столкновения с национальной гвардией и правительственными войсками. Восставшие захватили цейхгауз с большим количеством оружия. Император и его приближённые бежали из столицы в Оломоуц. Рейхстаг Австрии, в котором остались лишь радикальные депутаты, принял решение о создании Комитета общественной безопасности для противостояния реакции и водворения порядка в городе, который обратился к императору с призывом отменить назначение Елачича наместником Венгрии и даровать амнистию.
Первоначально Октябрьское восстание в Вены было стихийным, центральное руководство отсутствовало. 12 октября во главе национальной гвардии встал Венцель Мессенхаузер, который создал генеральный штаб революции с участием Юзефа Бема и лидеров Академического легиона. По инициативе Бема были организованы отряды мобильной гвардии, включавшие вооружённых рабочих и студентов. Тем временем комендант Вены, граф Ауэрсперг обратился за помощью к Елачичу. Это вызвало новое восстание и изгнание правительственных войск и Ауэрсперга из столицы. Однако войска Елачича уже подошли к Вене и 13-14 октября попытались ворваться в город, но были отбиты. Венские революционеры обратились к Венгрии с просьбой о помощи. После некоторого колебания Кошут согласился оказать помощь Вене и направил одну из венгерских армий к австрийской столице. В Вену также прибыли отряды добровольцев из Брно, Зальцбурга, Линца и Граца. 19 октября венгерские войска разбили армию Елачича и вступили на территорию Австрии. Однако к этому времени Вена уже была осаждена 70-тысячной армией фельдмаршала Виндишгреца. 22 октября рейхстаг Австрии покинул столицу, а на следующий день Виндишгрец предъявил ультиматум о безоговорочной капитуляции и начал артиллерийский обстрел города. 26 октября правительственные войска ворвались в Вену в районе Дунайского канала, но были отбиты отрядами Академического легиона. 28 октября был захвачен Леопольдштадт и бои перенесены на улицы столицы. 30 октября состоялось сражение между имперскими и венгерскими войсками на подступах к Вене, у Швехата, в которой венгры были полностью разбиты и отступили. Это означало крах надежд защитников Вены. На следующий день имперские войска вступили в столицу.

## Октроированная конституция
После поражения Октябрьского восстания в Вене установилась диктатура Виндишгреца: начались массовые аресты, расстрелы революционеров, члены Академического легиона и мобильной гвардии отправлены солдатами на итальянский фронт. 21 ноября был сформирован кабинет во главе с князем Феликсом Шварценбергом, в который вошли консерваторы и представители крупной аристократии. На 7 марта 1849 года было назначено рассмотрение проекта конституции, выработанной рейхстагом, однако 4 марта император Франц-Иосиф I подписал так называемую «Октроированную конституцию». Она восстановила власть императора, назначаемый императором Государственный совет, ликвидировала автономию провинций и отделила от Венгрии Трансильванию, Воеводину, Хорватию, Славонию и Риеку. 7 марта 1849 года под давлением войск рейхстаг был распущен. Революция в Австрии завершилась.

## Поражение революции в Италии и Венгрии
В конце 1848 г. главным центром революции в Италии оставалась Венеция, где была провозглашена республика во главе с президентом Манином. Австрийский флот, блокирующий город, был недостаточно силён для штурма Венеции. В начале 1849 г. активизировалось революционное движение в Тоскане и Риме: в Тоскане было сформировано правительство демократов, в которое вошёл Джузеппе Мадзини, а в Риме была провозглашена республика, а папа бежал из столицы. Успехи революции в Италии вынудили Сардинское королевство 12 марта 1849 г. денонсировать перемирие с Австрией и возобновить войну. Но армия Йозефа Радецкого быстро перешла в наступление и 23 марта разбила итальянцев в битве при Новаре. Разгром Сардинии означал перелом в революции. Уже в апреле австрийские войска вступили на территорию Тосканы и свергли демократическое правительство. В Риме высадился французский экспедиционный корпус, который ликвидировал Римскую республику. 22 августа после длительной бомбардировки пала Венеция. Таким образом, революция в Италии была подавлена.
Осенью 1848 г. возобновилось австрийское наступление в Венгрии. После отказа венгерского Государственного собрания признать Франца-Иосифа королём Венгрии, в страну вторглись войска Виндишгреца, быстро овладевшие Братиславой и Будой. Венгерское правительство переехало в Дебрецен. Но в Трансильвании австрийские войска потерпели поражение от армии Юзефа Бема. В начале апреля 1849 г. состоялся знаменитый «весенний поход» венгерской армии, в результате которого австрийцы были разбиты в нескольких сражениях, а большая часть территории Венгрии освобождена. 14 апреля была принята Декларация независимости Венгрии, Габсбурги были низложены, а правителем страны избран Лайош Кошут. Но 21 мая Австрийская империя подписала Варшавский договор с Россией, и вскоре в Венгрию вторглись русские войска генерал-фельдмаршала Паскевича. Русское наступление с востока было подкреплено новым австрийским наступлением с запада. Венгерские войска были разбиты на всех фронтах, начались волнения среди военной верхушки. 9 августа венгерская армия была разбита под Темешваром, и Кошут ушёл в отставку. 13 августа венгерские войска генерала Гёргея капитулировали. Венгрия была оккупирована, начались репрессии, 6 октября Лайош Баттяни был расстрелян в Пеште, 13 пленных генералов революционной армии были казнены в Араде. Революция в Венгрии была подавлена.